# Per il trono d'Inghilterra
Per il trono d'Inghilterra (Ruled Britannia) è un romanzo ucronico dell'autore statunitense Harry Turtledove del 2002.
Il romanzo è ambientato negli anni 1597–1598, in un universo alternativo in cui l'Invincibile Armata è risultata vittoriosa nel 1588. Il regno d'Inghilterra è stato conquistato ed è tornato sotto l'egida della Chiesa Cattolica Romana, sotto il governo della regina Isabella, figlia di Filippo II di Spagna. La regina Elisabetta è stata deposta ed è imprigionata nella Torre di Londra mentre i suoi seguaci protestanti sono arsi sul rogo come eretici dall'Inquisizione inglese.
La storia è vista dagli occhi di due famosi drammaturghi: l'inglese William Shakespeare e lo spagnolo Lope de Vega; i personaggi di contorno comprendono i contemporanei Christopher Marlowe, Richard Burbage e Will Kempe.
Il titolo originale contiene un gioco di parole col titolo del celebre inno Rule, Britannia!, che nell'adattamento italiano è stato perso.

## Trama

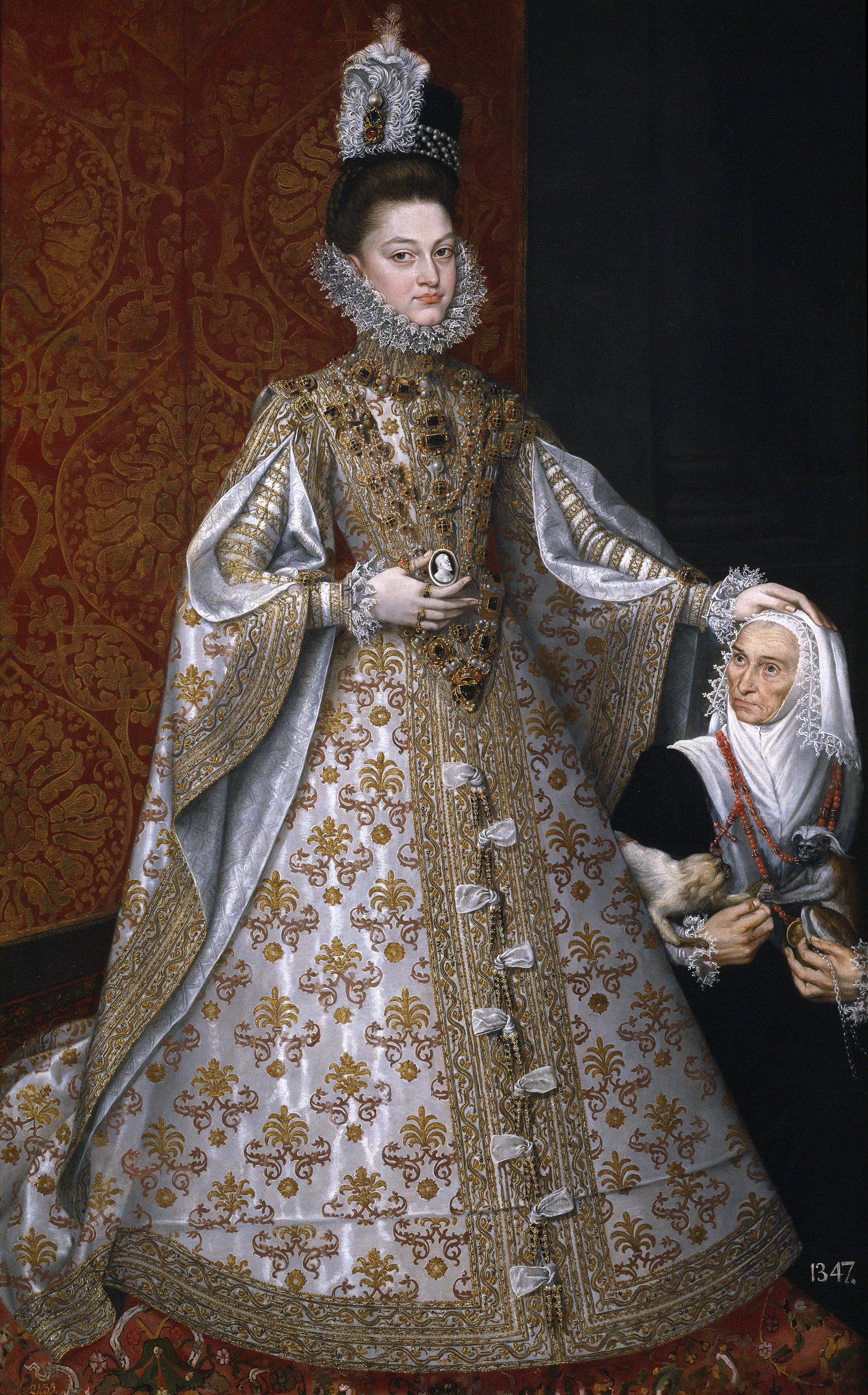
L'infanta Isabella Clara Eugenia, in questa storia la regina d'Inghilterra imposta dagli Spagnoli.

Shakespeare, attore e apprezzato drammaturgo, è contattato da Nicholas Skeres dietro incarico dei membri che progettano di rovesciare la dominazione spagnola per reinsediare Elisabetta I sul trono. A tal scopo, essi utilizzano lo stesso Shakespeare, incaricandolo di scrivere un dramma che metta in scena la vicenda di Budicca, l'antica regina degli Iceni che si ribellò all'invasione romana della Britannia nel I secolo dopo Cristo. I cospiratori sperano che la tragedia solleciterà i suoi spettatori (i Britannici di nuovo sotto lo sperone di uno straniero nemico) a scacciare gli spagnoli.
Il piano è complicato dal fatto che gli spagnoli, anch'essi consapevoli del talento di Shakespeare, gli commissionano un dramma che tratti della vita del re di Spagna Filippo II e della conquista spagnola dell'Inghilterra. Ora Shakespeare deve scrivere due drammi - uno che glorifichi il valore dell'Inghilterra, l'altro che celebri la sua conquista e il suo ritorno al cattolicesimo — nello stesso tempo. C'è anche una sottotrama sulle conquiste del drammaturgo e soldato spagnolo, con fama di donnaiolo, Lope de Vega, incaricato dai suoi superiori nella gerarchia militare spagnola di tenere d'occhio Shakespeare, cosa che fa mentre passa da una donna all'altra. De Vega ha persino un ruolo nel Re Filippo di Shakespeare.
Malgrado il pericolo sempre in agguato da parte sia dell'Inquisizione spagnola sia della locale Inquisizione inglese, il dramma segreto inizia a prendere forma, e malgrado gli scrupoli di Shakespeare e degli attori della sua compagnia esso viene rappresentato. Come avevano sperato i cospiratori, nel pubblico si risveglia una furia antispagnola che dilaga in tutta Londra, uccidendo ogni spagnolo incontrato e liberando Elisabetta dalla Torre di Londra. La vittoria e la riconquistata libertà inglese portano però con sé un numero di morti considerevole da ambo le parti.
Shakespeare viene premiato dalla reintegrata regina Elisabetta con un cavalierato e con l'annullamento del suo infelice matrimonio con Anne Hathaway, cosa che gli rende possibile sposare la sua amante di vecchia data. La regina gli concede anche, sulla base della sua accorata richiesta, che sia rappresentato il dramma Re Filippo, che egli considera contenere parte dei suoi versi migliori. Alla fine della vicenda, Shakespeare sfrutta la sua nuova condizione sociale per facilitare il rilascio di Lope de Vega dalla prigionia, a patto che ritorni immediatamente sul Continente.

## Riferimenti culturali

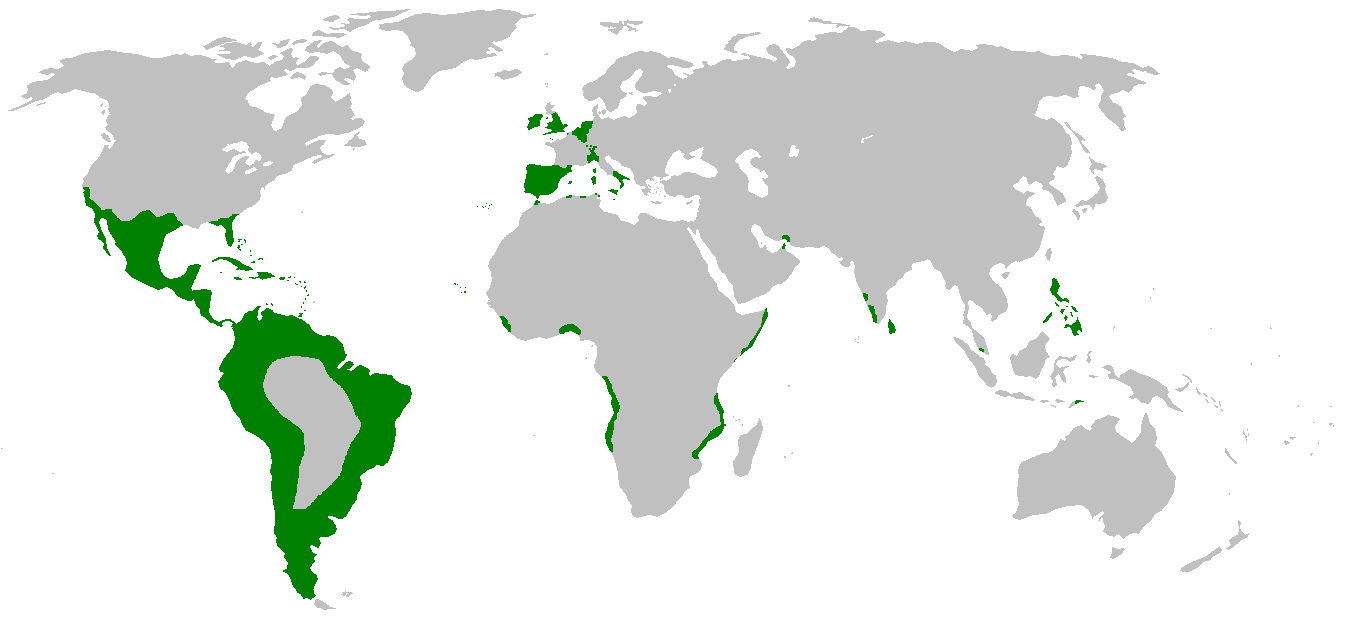
L'impero degli Asburgo di Spagna e i suoi domini nel 1597 alternativo del libro.

Il libro fa diversi riferimenti a vari drammi di Shakespeare, sia reali sia immaginari. Ad alcuni di quelli reali, come Amleto e Come vi piace, sono attribuiti nuovi nomi (Il Principe di Danimarca e Se vi piace), e presumibilmente un diverso contenuto. Un'altra commedia menzionata, Pene d'amore vinte, è il titolo di una vera commedia perduta di Shakespeare, che si presume fosse il seguito della superstite Pene d'amor perdute.
Nel romanzo Christopher Marlowe, che storicamente morì nel 1593, vive fino all'ottobre o al novembre del 1598. Oltre ai suoi drammi noti, il romanzo ne cita due immaginari, Catilina e  Cambise, re di Persia, presumibilmente scritti dopo il 1593. Si fanno allusioni anche alle reali circostanze della morte di Marlowe a Deptford.
Come l'autore spiega alla fine del libro, egli ha assemblato il dramma "Boudicca" da elementi di altre opere di Shakespeare e da Bonduca, un dramma reale con lo stesso soggetto del contemporaneo di Shakespeare, e talvolta collaboratore e successore, John Fletcher. I brani del Re Filippo sono combinazioni e adattamenti di versi da numerosi veri drammi di Shakespeare. Anche i dialoghi e la narrazione contengono molti riferimenti e frasi tratti da opere di Shakespeare. Uno di tali esempi è il personaggio di contorno di Walter Strawberry, una guardia goffa e che parla a sproposito, che appare modellata sul Carruba di Molto rumore per nulla.

## Riconoscimenti
Il romanzo vinse nel 2002 il Sidewise Award for Alternate History per storie lunghe, condividendo il premio con The Severed Wing di Martin J. Gidron.

## Opere simili dello stesso autore
Anche un racconto di Turtledove sul viaggio nel tempo pubblicato nel 2009, We Haven't Got There Yet (basato su Rosencrantz e Guildenstern sono morti di Tom Stoppard), vede la presenza di Shakespeare come narratore in terza persona..

## Edizioni
- (EN)  Harry Turtledove, Ruled Britannia, New American Library, 2002,  pp. 464 (copertina cartonata), ISBN 0-451-20717-3.
- Harry Turtledove, Per il trono d'Inghilterra, traduzione di Diego Ramanzini, collana Narrativa Nord 177, Editrice Nord, 2003,  p. 591, ISBN 88-429-1280-8.
- Harry Turtledove, Per il trono d'Inghilterra, traduzione di Diego Ramanzini, TEADue 1246, Editori Associati, 200,  p. 591, ISBN 88-502-0779-4.